# حسن نمازی (روحانی)
حسن نمازی (متولد ۱۳۵۴ در قم) مجتهد ایرانی، مشاور رئیس‌جمهور پیشین،
حسن روحانی در امور روحانیت بوده است. او مدیرکل سابق اداره تشکل‌های اسلامی سیاسی دانشگاه آزاد اسلامی و نماینده دوره چهارم مجلس خبرگان رهبری از استان آذربایجان غربی و جوان‌ترین عضو این دوره مجلس بود. وی همچنین رئیس پیشین نهاد نمایندگی ولی فقیه و رئیس دفتر و فرزند عبدالنبی نمازی امام جمعه پیشین کاشان است.

## زندگی‌نامه
حسن نمازی در خانواده‌ای از اهل علم به دنیا آمد. پدرش عبدالنبی نمازی دادستانی کل کشور و نمایندگی مجلس خبرگان رهبری را در سابقه دارد. وی قسمتی از تحصیلات کلاسیک خود را در شهر تهران و اصفهان گذراند و سپس به جهت فراگیری علوم دینیّه رهسپار قم شد. وی در سال ۱۳۷۶ در دروس خارج، از محضر افرادی مثل آقایان میرزا جواد تبریزی، محمد فاضل لنکرانی ،جعفر سبحانی، سید کاظم حسینی حائری، سید محمود هاشمی شاهرودی، سید احمد موسوی مددی و محمدمهدی شب زنده دار استفاده کرد. در دروس تفسیر قرآن، فلسفه، عرفان نظری و عملی را شاه آبادی و جوادی آملی استفاده نمود.
وی دوره فوق تخصصی فقه و مبانی فقه را در مؤسسه حضرت بقیةالله (عج) با موفقیت به پایان برد و در سن ۲۹ سالگی به مقام اجتهاد دست پیدا نمود.
وی در طول سالیان تحصیل خود به تدریس نیز مشغول بوده و در سطوح مقدماتی و سطح عالی تدریس نموده است.

## آثار
- مصباح البحوث فی علم الاصول
- نهایة المطاف فی مسائل العام والخاص
- مفردات الصدر الکبیر فی اصول الفقه العزیز
- هدایة الافکار الی فقه ائمة الابرار
- زواج الکتابیة
- آداب طهارت

## حمایت از روحانی
وی در اجلاسیه خبرگان رهبری به بیانات سید علی خامنه‌ای راجع به انتخابات و اهمیت رأی مردم در انتخابات ریاست‌جمهوری ایران (۱۳۹۲) اشاره و آن را حماسهٔ سیاسی قلمداد کرد و پیروی از سخنان وی را در راستای شعار اعتدال‌گرایی دولت یازدهم ارزیابی نمود و افزود: باعث خرسندی است که مردم همچنان به روحانیت اعتماد کرده و به حسن روحانی رأی دادند. ما نیز برای ایشان آرزوی موفقیت داریم.

## استعفا
وی در اجلاسیه یازدهم شهریور ۱۳۹۴ از سمت خود استعفا داد. گفته می‌شود علت استعفا، عدم شرایط لازم برای انجام وظایف نمایندگی بوده است.

## ثبت نام
وی در جریان انتخابات مجلس خبرگان رهبری (۱۳۹۴) از حوزه انتخابیه تهران ثبت نام کرد اما از سوی شورای نگهبان رد صلاحیت شد.